# سلمان بن ملحم الحرفوشي
الأمير سلمان بن ملحم الحرفوشي البعلبكي الخزاعي (...- وفاة 1866م)، من أمراء الحرافشة الذين تولوا الحكم في بعلبك وشرقي البقاع اللبناني وحكموا ما يقارب من ثلاثة قرون ونصف من العام 1497م حتى 1865م، تاريخ القبض عليه هو وقتله.

## عائلته
- إبنه: الأمير عبد الله.
- حفيده: الأمير ملحم الذي رزق ب سلمان الذي لم يعقب.[2]

إخوته: 
- الأمير خنجر الحرفوشي
- الأمير أسعد الحرفوشي

## أحواله
في العام 1840 ميلادي تولى الأمير خنجر أخو الأمير سلمان الحكم في بلاد بعلبك خلفا للأمير حمد الموالي لإبراهيم باشا المصري، وقد كان سلمان وأخوه خنجر من اشد الأعداء لإبراهيم باشا فجهّزا جيشا من رجالهم ضم 400 فارس وتحالفوا مع الأمير علي اللمعي وثاروا على إبراهيم باشا وتتبعوا آثار جيشه المنسحب فأوقع بهم الأمير عبد الله الشهابي في الأسر وكان الاخير من حلفاء إبراهيم محمد علي باشا. ثم ثار الأهالي في كسروان وغزير واطلقوهم من سجن عبد الله الشهابي.

في العام 1850 جاء قائد العساكر العثمانية مصطفى باشا إلى بعلبك وامر بالقبض على سلمان بن ملحم الحرفوشي وأخيه خنجر بن ملحم الحرفوشي ونفاهما إلى جزيرة كريت مع أبناء عمومتهم الأمير عساف والامير محمد. وبعد ذلك عادا من النفي ولا نعرف كيفية ذلك.

في العام 1852 قُتل الأمير محمود الحرفوش في قرية العين فاتُّهم بذلك زوراً الأمير سلمان، وجدّت الدولة في ملاحقته للقبض عليه فهرب، في العام نفسه عزل فرحات باشا، وعين (القمندان صالح زاكي) فأرسل إلى دمشق الأمير منصور الحرفوش، عم الأمير محمود الحرفوش المغدور، يرافقة الشيخ أحمد حمية. للبحث في عصيان الأمير سلمان. فنالا أمراً بقيادة مايتي خيال للقضاء على سلمان. تعقباه يوماً إلى سهل (طاريا) فنشب القتال بين الفريقين، وأبدى الأمير سلمان ضروباً من الشجاعة هزم فيها أخصامه. فأنجدهم زاكي، بقوة نظامية، ارتدت خائبة، واستوعر سلمان بإتجاه الشمال. وأخيراً سئم الأمير سلمان الفرار والمطاردة فجنح إلى المسالمة بعد أن برأ نفسه من تهمة القتل، بعدما تبيّن في ما بعد أن أحمد حمية هو قاتل الأمير محمود الحقيقي فقتله سلمان. ، فمنحته الدولة بعد ذلك ( لقب سرهزار) سنة 1854م، وأمرته على مايتي خيال ومنحته راتب أربعين فارساً مقابل توطيد الراحة في قضاء بعلبك  فتودد إليه رجال الحكم في متصرفية جبل لبنان، وقناصل الدول الأوروبية. لقد زاره قنصل إنكلترا في دمشق يوم الخميس في 29 تموز سنة 1854م.
وفي عام 1855 ساند سلمان الحرفوشي عرب قبيلة الموالي ضد عرب الحديدية المدعومين من والي دمشق ووقعت الحرب بينهم في حماة وانكسر رجال سلمان بعدما كان الانتصار إلى جانبهم في بداية المعركة.

## عصيانه على الدولة
عام 1856 عصى على الدولة ثانية فتبعه حسني باشا وقبض عليه في زحلة وسجنه 7 شهور تمكّن بعدها من الهرب والفرار واختفى في وطنه حتى أمّنته الدولة فعاد إلى بعلبك.

ثم عصى مرة ثالثة فأمّنته الدولة فعاد وعصى مرة رابعة عام 1864 ميلادي مع أخيه أسعد فتتبعهم حسني باشا وقبض على بعض الحرافشة ونفاهم إلى أدرنة، أما أسعد فقد ظل فارّا مع أخيه سلمان، ثم ما لبث أسعد أن سلّم نفسه فنفته الدولة إلى أدرنة أما سلمان فقد انضمّ إلى الثائر يوسف بك كرم في عصيانه على الدولة.

### الأمير الثائر وآخر معاركه
أمضى الأمير سلمان عامه الأخير يقاتل، ثائراً مع صديقه القديم يوسف بك كرم الذي سعى يوماً لدي فؤاد باشا للحصول على عفو عن الحرافشة. وقد خاض معه معظم معاركه في أنحاء مختلفة من شمال لبنان.
في شباط 1866 هاجم يوسف بك كرم وسلمان الحرفوش بلدة غزير من ناحية البحر والجبل ولكنها نجت من التدمير بفضل الفرق العسكرية التي أرسلت لحمايتها. كما تجرأ الرجلان على مهاجمة الفرق الإمبراطورية المخيمة في الزاوية.

جاء في تقرير الضابط الفرنسي«التاب» (Al Thabe) المرفوع إلى رئيسه في وزارة الحرب الفرنسية بتاريخ 5 شباط 1866م:«إن العناصر التي تؤلف قوات كرم هي الأمير سلمان الحرفوش سيد بعلبك الذي انتزع الأتراك منه مقاطعته منذ عدة سنوات ووضعوا ثمناً لرأسه.وكنت وحيداً في زغرتا مع قوات الدرك عندما هاجم كرم والأمير سلمان الحرفوش على رأس رجالهما زعرتا لاحتلالها». 

وجاء في تقرير آخر رفعه قنصل فرنسا العام في بيروت إلى وزير الخارجية بتاريخ 18 آذار 1866م: «إن ظهور الأمير الحرفوش في الجبال في الكورة من شأنه تأخير النتائج التي نسعى إليها، وهي إخضاع الجبليين المضللين دون أن يهرعوا إلى التطرف ويلتحقوا بالمقاومة المسلحة». 
 
«إن يوسف كرم لو لم يشد إزره سلمان الحرفوش لما حدثته نفسه بأقل مقاومة».

وقد بذل مدير غزير أفندي شهاب محاولة للإيقاع بين كرم وحرفوش فأرسل برقية إلى داوود باشا في 21 آذار 1866م يخبره عن عرض سلمان قتل رفيقيه لقاء وعد بالعفو يضمنه قنصل فرنسا المقيم في بيروت مباشرة بعد الهجوم على غزير ،

وهي تثير الشكوك حول جديتها وصحتها والغاية من إرسالها وهي على الأرجح ليست إلا نوعاً من المناورات التي لجأ إليها الحاكمون عند عجزهم عن وضع حد لتمرد الصديقين بغية التفريق بينهما.

إن آخر معارك سلمان مع الأتراك جرت في عين عطا في جبل لبنان الشرقي على مقربة من بعلبك، إنسحب على أثرها الرجلان تاركين في الميدان عدداً من القتلى والجرحى، «وقد تأكد أن كرم وحرفوش اللذين كان يعتقد بأنهما محاصران إنسحبا بعد عدة ساعات برفقة ثلاثة أو أربعة رجال».

## سلمان والشرعة الإجتماعية المتطورة (الرقيمة الشرعية)
الرقيمة الشرعية

اجتمع كافة الشيعة على اختلاف بلادهم من جبل لبنان والهرمل ولواء بعلبك وتركوا لنا وثيقة موقعة، تتضمن مبادئ هامة من تراثهم الاجتماعي والإنساني، تعهدوا باحترامها والعمل بأحكامها، وحددوا الأصول الواجبة لمراعاتها وتحقيقها.

إن هذه الوثيقة سجل تاريخي اجتماعي وتشريعي، تبرز فيه أهم الملامح الإنسانية في سلوك هذه الجماعة وتطلعاتها نحو العدالة والرقي والتقدم، إضافة إلى فائدتها التاريخية والسياسية والتوثيقية، وأطلقوا عليها «الرقيمة الشرعية» في 11 ربيع الأول 1275 هـ -1859 م:

"نحن الواضعين أسماؤنا وأختامنا بذيل هذه الرقيمة الشرعية عموم أمراء آل حرفوش وكامل مشايخ آل حمادة ووجوه وعمد واختيارية وعقلاء وأفراد طوائف بيت حمادة القاطنين في جبل لبنان، وقرى لواء بعلبك، وعُمد ومشايخ ووجوه، واختيارية اللواء المرقوم، من رفيع ووضيع. قد توافقنا على بركات الله خاضعين من كلا الطرفين لجناب أفندياتنا آل حرفوش وجناب مشايخنا آل حمادة في الإدارتين جبيل وبعلبك وتوابعهما، الواضعين أسماءهم وأختامهم بصحيفتنا هذه، المشتركين معنا بهذا الصنيع. وأنه بقوة هذه المعاهدة والرابطة الشرعية المرعية أن نكون جميعاً كشخص واحد (لأجل؟...) المجد والوطنية والمحبة منضمين بوحدة الإنسانية لما تقتضيه حقوق النسابة والأصول المرضية ما هو من عند الله جل وعلا عاقدين الأيامين الشرعية بالارتباط القويم، بأنه متى حصل مقدور أو تعدي من شخص على آخر بدون إستثناء البتة، حماديا أو بعلبكياً، في جبيل والهرمل وتوابعها أو من ساكنين اللواء كبيراً كان أو صغيراً، فقيراً أو غنيا. فبدون الالتفات إلى الغاية والتعصب، ينظر ماذا يقتضي لمنع ورد ذاك المعتدي، وبالحال من طرف المأمورين المقررة أسماؤهم يجري إيجاب منعه وترتيب جزاؤه حسب ما يقتضيه الحال والإستدلال. وهكذا من بعد الآن كامل الحقوق تحفظ بالتساوي، غير مجاز لأحد بأن يتميز بقوله حمادياً كان أو بعلبكياً، بل الجميع باليد الواحدة كما تقدم آنفاً كشخص واحد. كما وأنه إذا صار غدر على أحد الإدارتين أو على أحد أفراد أهاليها أو من يلوذ بهما كبيراً أو صغيراً، فملزمون ومضطرون بحق الحقوق الدينية الشرعية الذي صار بتها وتأسيسها الآن. إن جميع الجمهور من كلا الطرفين معاضداً له ومؤازراً إياه لأجل استخلاصه.. مما هو فيه؟ ومكلفين أن تكون يد واحدة.. لصالح الجميع....

بل مجندين ومجدين، لكافة ما شأنه أن يفيد جمهورنا المتفق نجاحاً وتقدماً وكمالاً واستكمالاً، حالاً واستقبالاً. ولقد انتزع بعونه جل جلاله من بيننا كل روح معاندة ومضادة ومماحكة وانقسام ولم يبقَ سوى المحبة والمودة والانضمام، تاركين كل تحيز وضغينة وتحزب وجمهورية، عند وقوع أمر ما كلي أو جزئي حتى لارتكاب جريمة القتل القطعية، فوض الأمر لرأي وإدارة جناب أفندم الأمير سلمان المأمور حالاً. ولجناب المشايخ السابق الإيحاء إليهم، كي يتدبروا بما يروه موافق للعدل والاستقامة. ولا يحق لنا معارضتهم بذلك، طالما هم يحكمون بموجب الحقانية الملتزمة وعندما أحد منهم يتراضى بمأموريته، ويبطئ عن إجراء وظيفته السياسية، ولا يتدارك منع المهيجات والحركات الردية عند وقوعها، أو يستعمل عدم الراحة العمومية بوسائل تدخيل أساليب الفتن المزعجة، فنكون جميعاً بوحدة الحال لمنعه ورفعه من مأموريته.. قطعاً وقاطبة كما يحق بعدل لجناب الأمير سلمان الحرفوش أحد مشاركي هذا الجمع الرضا. بأنه عندما يحصل اختلاف ما فيما بين كلا الطرفين الذين هم نحن وبعضنا الواضعين أختامنا بذيلها المتوطنين بلاد بعلبك أن يستعمل أمر السياسة مع الأشخاص المجنوحين بحسب عوائد أسلافه، دون مراعاة. ولجناب المشايخ المقررة أسماؤهم عندما يحصل من بعضنا الذين نحن تبعتهم من أحد أو تعدي فبدون فتور يقتضي منا عقاب ذاك المعتدي، غب الفحص المدقق عن مقدار إستحقاق جنحة. كي بهذا تدوم سلاسل المودة المأثورة، والمحبة المرموقة، لا يحق التحشد والتعصب ولو لأي كان، رفيعاً أو وضيعاً. وهكذا الجمهورية والهيجان المذموم بل حتى حصل سبب فيما بين البعض منا ممضوض أمرها لمن سبق الإيحاء عنهم، ولهم الحق بترتيب الجزاء حيث إنه استلزم بشأن توطين وتجديد مألوف الطبائع الإنسانية، هو قائم بتوطيد أمر أساس المحبة، ولا سيما من الرفيع إلى الوضيع. وهذا الأمر من خاصيته أن يرقينا لدرجة التمدن الممدوح. فما يوجد أمر مهم بأكثر من انضباط الحركات المغايرة أو المحازرة التي نؤمل بحمده تعالى مساعدة عزمنا الضعيف لإيجاد الراحة والأمنية والسلامة. 
و لما تم الحال على هذ المنوال تحررت هذه الوثيقة الشرعية نسختين لتحفظ بيد كل من جناب أفندم الأمير سلمان الحرفوش، والنسخة الثانية بيد جناب المشايخ مأمورين آل حمادة. وبموجبه يكون نهج العمل الخالي من كل شين وملل. حرر وجرى في اليوم الحادي عشر من شهر ربيع أول الذي هو من شهور سنة خمسة وسبعين ومائتين بحضور شهود ذيله أدناه.

عموم آل إسماعيل وعموم الحمادية: طعان حمادة – محسن حمادة 
 سلمان الحرفوش وعموم أهالي لواء بعلبك

و يليه أختام مشايخ القرى في المقاطعات المذكورة في الوثيقة ومنها بعلبك - زحلة- طاريا – العين – الفاكهة – بريتال – الحدث الخ وسائر التجمعات السكنية.

وتزحر هذه الرقيمة الشرعية، بأفكار متقدمة على أدبيات عصرها. وتبدو كأنها نتاج فكر مدني وحضاري راق ومتقدم، وهي أبعد ما تكون عن خطاب عشائري يجمع بين تكتلات متباينة الأهواء والعصبيات.
إن الوطنية والمساواة والمجبة والتقدم والرقي والنجاح والاتحاد و 0نبذ التعصب والتحزب والضغينة كلها لا تزال عبارات تتقدم على أكثر الشرعات العصرية حتى يومنا هذا.
إن هذه الرقيمة بالمعنى العصري تعالج المشاكل القضائية وأصولها، والأمن الاجتماعي، وتركز على المساواة بين الجميع، والأخذ بيد الضعيف ووضع حد لصلف القوى.

## شعره
قال عنه الشيخ محمد نجيب مروة الهمداني:
| سلمان بن ملحم الحرفوشي | الأمير سلمان الحرفوشي، كان من أجلّاء الأمراء، وكان من أصحاب الأسنة والأعنّة، ومع مكانته الرفيعة كان ينظم العتابا والشروقيات، وما أشبه ذلك، ومن جملة نظمه قوله مخاطبا رجلا من أعدائه وقد انتصر عليه الأمير سلمان: | سلمان بن ملحم الحرفوشي |

وكذلك قوله، وقد قُتل بعض بني عمّه، فجاء إلى موضع مصرعه فوجد أخاه جالسا عند رأسه يبكي عليه، فزجره عن البكاء وأنشد: 

## سجنه ووفاته
لازم سلمان الحرفوشي يوسف بك كرم في عصيانه على الدولة وثورته، ثم ما لبت أن فارقه عام 1866 وفرّ إلى مدينة حمص فوشى به حسن دوريش وسلّمه إلى الحاكم ومن ثم سجن في دمشق وتوفي بعد 3 أيام من سجنه. تعددت الروايات حول مكان القبض على سلمان وظروفه، كما اختلفت حول كيفية موته وملابساته وإن كان غالب المهتمين يعتمدون على بيت في قصيدة شهيرة مغناة وردت على لسان سلمان عند القبض عليه، وهي بشكل رسالة موجهة إلى أخيه أسعد الذي كان حينها في المنفى

قتل الأمير سلمان بيد الأتراك كمعظم آبائه وأجداده بعد أن تشتت الحرافشة بين قتيل ومنفي في كريت وأدرنة والأناضول ومصر (في مرحلة لاحقة) وغيرها من الأمصار التي قلما سمع بإسمها من بقي منهم في بلادهم. ولا يزال الناس بعد فقد رجل خطير الشأن عظيم القدر يخشون من الفراغ الذي سيخلفه، يرددون مع سلمان أو مع من قال على لسانه هذا البيت الذائع من الشعر الذي قل من لا يحفظه ويردده من أهالي بعلبك والهرمل وسكان البوادي والمدن حتى حلب والجزيرة العربية: